# (27397) D’Souza
(27397) D’Souza ist ein Asteroid, der sich zwischen Mars und Jupiter auf einer Umlaufbahn befindet. Die absolute Helligkeit beträgt 14,3 mag. Am 14. März 2000 wurde der Asteroid durch LINEAR entdeckt.
Benannt wurde der Asteroid  am 10. Dezember 2011 nach Alicia Danielle D’Souza, einer Schülerin aus Plano (Texas), die im Wettbewerb Broadcom Masters das Halbfinale erreicht hatte.